# 小多角骨
小多角骨是四足動物的一塊腕骨，也是腕骨遠端排最小的骨頭。小多角骨呈楔形，背面較寬，掌面較窄。它有四個關節面分別和四塊骨頭形成關節，關節面之間以銳利的邊緣分開。小多角骨和爬蟲類或兩棲動物的第二遠端腕骨同源。

## 結構
小多角骨是一塊腕骨，位於遠端排，由掌面看擁有四個邊。:708

### 表面
上表面為梯形，平滑而略為凹入，和手舟骨形成關節。
下表面和第二掌骨的近端形成關節，此面內外軸凹入；但前後軸凸出，並形成一個高起的嵴，將此面分成大小不同的兩塊。
背面和掌面粗糙，為韌帶附著的地方，且背面比掌面來得大。
外側面凹入且平滑，和大多角骨形成關節。
內側面外凸，靠前側平滑的表面和頭狀骨形成關節；靠後側表面較粗糙，為韌帶附著的地方。

## 功能
小多角骨為掌骨的一個單元，構成手掌立體結構的一部分。:708